# Объединённый рабочий фронт
Объединенный рабочий фронт (Объединенный трудовой фронт; англ. United Labour Front, ULF) — политическая партия в Тринидаде и Тобаго, бывшая основной оппозиционной силой между 1976 и 1986 годами. Выступал с программой социально-экономических преобразований (включая национализацию основных отраслей промышленности и банков с установлением на предприятиях рабочего контроля), опирался на прогрессивные профсоюзы рабочих нефтяной и сахарной промышленности, а также фермеров. К Фронту примкнули также несколько левых организаций и групп.

## История
Партия была основана в 1975 году профсоюзными лидерами в попытке объединить главным образом чернокожих работников нефтяной промышленности с преимущественно индийскими рабочими на сахарных плантациях. Целью провозглашалось «единство рабочего класса, освобождение угнетённых трудящихся масс африканского и индийского происхождения, ликвидацию всех форм империалистического господства, капитализма и расизма». Однако успеха в полной мере достигнуть не удалось. Противники клеймили партию коммунистической, отчуждая многих потенциальных избирателей.
Несмотря на это, партия получила 27,2 % голосов на парламентских выборах 1976 года, завоевав десять из 36 мест и став главной оппозицией Народному национальному движению. Большая часть её электорального успеха пришлась на индийских избирателей и, несмотря на свои намерения стать многорасовой партией, Объединённый рабочий фронт фактически стал преемником Демократической рабочей партии. Начав с коллективного руководства, партия прошла через фактический раскол на три фракции в 1977 году и в конце концов объединилась вокруг будущего премьера Басдео Пандая после кратковременно оттеснившего того другого лидера, Рафика Шаха.
На выборах 1981 года партия объединилась с Конгрессом демократического действия (базировавшейся на Тобаго либерально-буржуазную партию) и Движением «Тапиа Хаус» (опиравшимся на афротринидадскую интеллигенцию), сформировав Национальный альянс Тринидада и Тобаго. Тем не менее, его доля голосов упала до 15,2 %, отстав от Организации за национальную реконструкцию (откол Карла Хадсона-Филлипса от ННД) и потеряв два из десяти своих мест (зато два получил КДД). Перед выборами 1986 года он вошёл в созданный накануне Национальный альянс за реконструкцию (помимо партий предыдущей коалиции, он включил и Организацию за национальную реконструкцию), который в итоге победил на выборах, а Артур Наполеон Реймонд Робинсон возглавил правительство. Преемником ОРФ стала созданная в 1989 году Басдео Пандаем партия Объединённый национальный конгресс.